# Carlos Menditéguy
Carlos Alberto Menditeguy (Buenos Aires, 1914. augusztus 10. – Buenos Aires, 1973. április 27.) argentin autóversenyző.

## Pályafutása
1953 és 1960 között a Formula–1-es világbajnokság tíz versenyén indult. Nagyrészt hazája futamain szerepelt, de részt vett több Európában rendezett nagydíjon is. Az 1957-es argentin versenyen Juan Manuel Fangio és Jean Behra mögött a harmadik helyen ért célba. Ezentúl további két alkalommal végzett pontot érő pozícióban világbajnoki futamon. Pályafutása alatt több, a világbajnokság keretein kívül rendezett Formula–1-es versenyen is rajthoz állt.
1956-ban Stirling Moss társaként megnyerte a Buenos Aires-i 1000 kilométeres autóversenyt.

## Eredményei

### Teljes Formula–1-es eredménylistája
(Táblázat értelmezése)

(Félkövér: pole-pozícióból indult; dőlt: leggyorsabb kört futott) 

| Év   | Csapat                    | Modell              | Motor               | 1      | 2      | 3   | 4      | 5      | 6   | 7     | 8   | 9   | 10  | 11  | Helyezés | Pont |
| ---- | ------------------------- | ------------------- | ------------------- | ------ | ------ | --- | ------ | ------ | --- | ----- | --- | --- | --- | --- | -------- | ---- |
| 1953 | Equipe Gordini            | Gordini Type 16     | Gordini Straight-6  | ARG Ki | 500    | NED | BEL    | FRA    | GBR | GER   | SUI | ITA |     |     | -        | 0    |
| 1954 | Onofre Marimón            | Maserati A6GCM/250F | Maserati Straight-6 | ARG Ni | 500    | BEL | FRA    | GBR    | GER | SUI   | ITA | ESP |     |     | -        | 0    |
| 1955 | Officine Alfieri Maserati | Maserati 250F       | Maserati Straight-6 | ARG Ki | MON    | 500 | BEL    | NED    | GBR | ITA 5 |     |     |     |     | 19.      | 2    |
| 1956 | Officine Alfieri Maserati | Maserati 250F       | Maserati Straight-6 | ARG Ki | MON    | 500 | BEL    | FRA    | GBR | GER   | ITA |     |     |     | -        | 0    |
| 1957 | Officine Alfieri Maserati | Maserati 250F       | Maserati Straight-6 | ARG 3  | MON Ki | 500 | FRA Ki | GBR Ki | GER | PES   | ITA |     |     |     | 14.      | 4    |
| 1958 | Scuderia Sud Americana    | Maserati 250F       | Maserati Straight-6 | ARG 7  | MON    | NED | 500    | BEL    | FRA | GBR   | GER | POR | ITA | MOR | -        | 0    |
| 1960 | Scuderia Centro Sud       | Cooper T51          | Maserati Straight-4 | ARG 4  | MON    | 500 | NED    | BEL    | FRA | GBR   | POR | ITA | USA |     | 19.      | 3    |

## Külső hivatkozások
- Profilja a grandprix.com honlapon (angolul)
- Profilja a statsf1.com honlapon (angolul)